# Disulfan
Disulfan je jedna ze sloučenin síry s vodíkem, její vzorec je H2S2.Jeho vodný roztok se nazývá kyselina disulfanová a její soli hydrogendisulfidy a disulfidy, například disulfid železnatý, který se v přírodě vyskytuje jako pyrit a markazit.

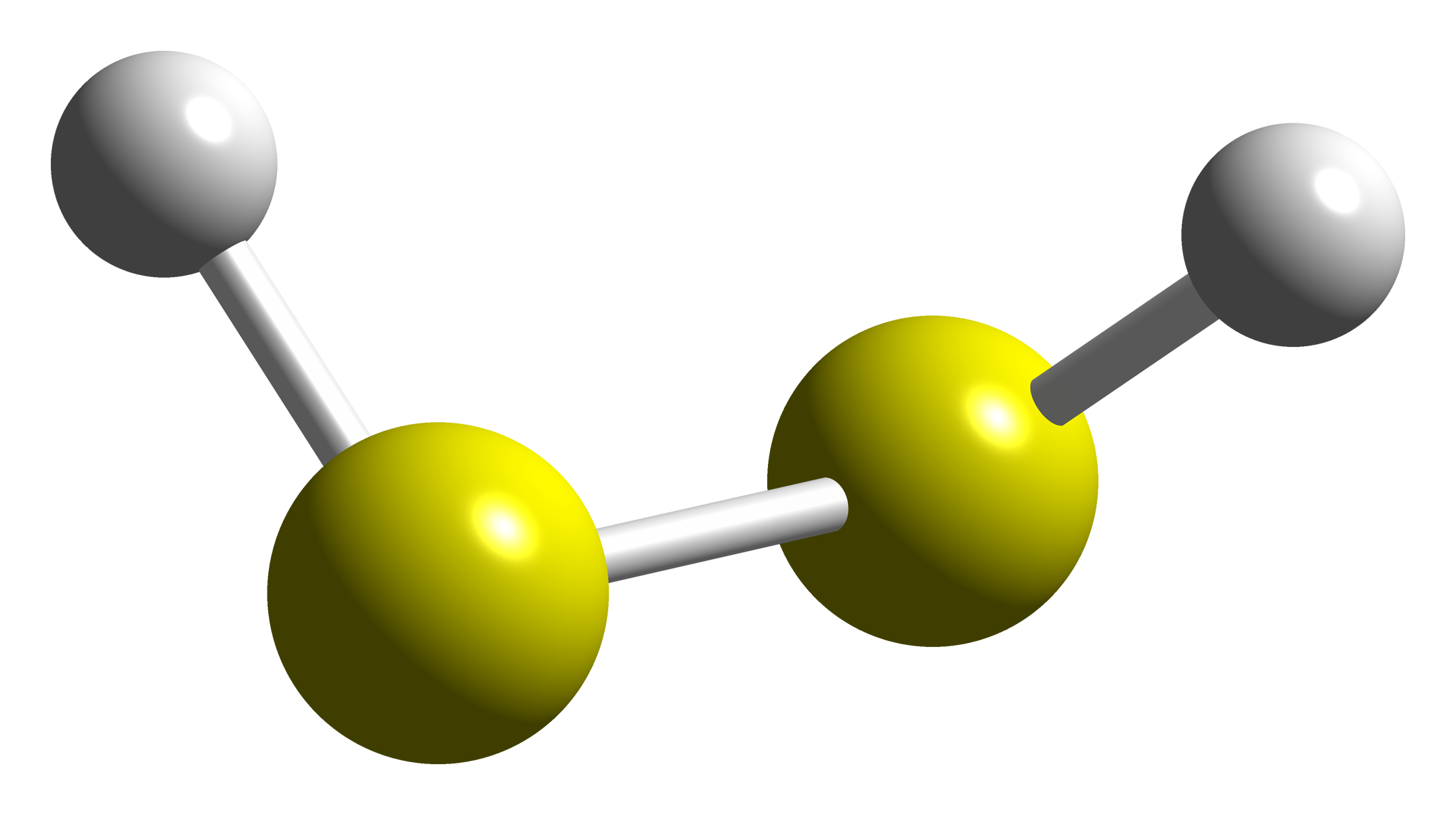
Model molekuly disulfanu

Vzniká mimo jiné nahrazením obou atomů kyslíku v molekule peroxidu vodíku atomy síry:
H2O2 + 2S → H2S2 + O2
nebo rozkladem sulfanu:
2 H2S → H2S2 + H2
nebo z methylmerkaptanu:
2 CH3SH → H2S2 + C2H6.